# Natal'ja Lisovskaja
Natal'ja Venediktovna Lisovskaja (in russo Наталья Венедиктовна Лисовская?; Baschiria, 16 luglio 1962) è un'ex pesista russa, fino al 1991 sovietica, primatista mondiale con la misura di 22,63 m.
È stata sposata con Jurij Sedych, ex martellista russo, morto nel 2021.

## Biografia
Natal'ja, sulla scia dei grandi successi conseguiti dalla nazionale di atletica leggera della vecchia URSS, corona un percorso contrassegnato da un susseguirsi di selezioni con la vittoria ottenuta in occasione dei campionati del mondo di atletica leggera tenuti a Roma nel 1987. L'ottenimento dell'oro tuttavia non è certo semplice da raggiungere, visto che a contenderle il titolo di campionessa del mondo sono le rappresentanti della Germania Est Kathrin Neimke e Ines Müller, concorrenza eccellente che non le impedisce di vincere l'oro mondiale con 3 cm sulla Niemke.
Ma è con la vittoria alle Olimpiadi di Seul nel 1988 che Natal'ja giunge all'apice della carriera, successo impreziosito da una stratosferica misura di 22,24 m. Nel 1990 a Spalato in Croazia nel corso dei campionati d'Europa vince la medaglia d'argento preceduta dalla tedesca dell'est Astrid Kumbernuss. Nel 1991 è ancora una delle più forti rappresentanti della disciplina e lo dimostra con il secondo posto conseguito a Tokyo in occasione dei campionati del mondo nel 1991, battuta dall'emergente cinese Huang Zhihong.

## Record nazionali

### Seniores
- Getto del peso: 22,63 m ( Mosca, 7 giugno 1987)
- Getto del peso indoor: 22,14 m ( Penza, 7 febbraio 1987)

## Palmarès
| Anno | Manifestazione  | Sede         | Evento         | Risultato | Misura  | Note                     |
| ---- | --------------- | ------------ | -------------- | --------- | ------- | ------------------------ |
| 1982 | Europei indoor  | Milano       | Getto del peso | Bronzo    | 18,50 m |                          |
| 1983 | Mondiali        | Helsinki     | Getto del peso | 5ª        | 20,02 m |                          |
| 1983 | Universiadi     | Edmonton     | Getto del peso | Oro       | 20,46 m |                          |
| 1985 | Mondiali indoor | Parigi       | Getto del peso | Oro       | 20,07 m | Record dei campionati    |
| 1985 | Universiadi     | Kōbe         | Getto del peso | Oro       | 20,47 m |                          |
| 1987 | Mondiali indoor | Indianapolis | Getto del peso | Oro       | 20,52 m | Record dei campionati    |
| 1987 | Mondiali        | Roma         | Getto del peso | Oro       | 21,24 m |                          |
| 1987 | Universiadi     | Zagabria     | Getto del peso | Oro       | 20,48 m | Record delle Universiadi |
| 1988 | Olimpiadi       | Seul         | Getto del peso | Oro       | 22,24 m |                          |
| 1990 | Europei indoor  | Glasgow      | Getto del peso | Argento   | 20,35 m |                          |
| 1990 | Europei         | Spalato      | Getto del peso | Argento   | 20,06 m |                          |
| 1991 | Mondiali indoor | Siviglia     | Getto del peso | Bronzo    | 20,00 m |                          |
| 1991 | Mondiali        | Tokyo        | Getto del peso | Argento   | 20,29 m |                          |
| 1992 | Olimpiadi       | Barcellona   | Getto del peso | 9ª        | 18,60 m |                          |

## Altre competizioni internazionali
1985
- Coppa Europa di atletica leggera ( Mosca)